# Лангрен, Михаэль ван
Михаэль Флоран ван Лангрен (нидерл. Michiel Florent van Langren, лат. Langrenus, 27 апреля 1598, Амстердам — май 1675, Брюссель) — голландский астроном и картограф.

## Биография
Михаэль Флоран ван Лангрен является выходцем из семьи известных голландских картографов. Его дед, Якоб Флорис ван Лангрен, родился в Гелдерланде, впоследствии переехал в Южные Нидерланды, а затем в Амстердам, где родились его сыновья Арнольд (отец Михаэля) и Генрик. С 1580 года Якоб Лангрен с сыновьями занялся производством глобусов, как земного шара, так и небесной сферы. В 1586 году семья Лангрен изготовила небесный глобус на основе астрономических данных, предоставленных Рудольфом Снеллиусом, и сотрудничала с Петером Планциусом в разработке небесного глобуса в 1589 году. В 1592 году Генеральные штаты предоставили семье Лангрен монополию на производство глобусов, что привело к конфликту с фламандским картографом и издателем Йодокусом Хондиусом.
Михаэль родился в семье Арнольда ван Лангрена в Амстердаме, в 1609 году отец Михаэля с семьёй переехал в Антверпен в Южных Нидерландах, находившихся под испанским владычеством. Король Испании Филипп III удостоил Арнольда ван Лангрена титула «Сферограф их Величеств» и пособия в 300 ливров на ведение работ. Михаэль не смог получить университетского образования, но продолжил труды династии, стал картографом и инженером, получив впоследствии от короля Филиппа IV титул королевского космографа и математика, и вёл работы под патронажем инфанты испанских Нидерландов Изабеллы Клары Евгении.
Среди работ Михаэля известны его труды по определению долготы. В 1644 году он создал первый (известный) график данных, показывающих многочисленные измерения расстояния по долготе между Толедо и Римом.

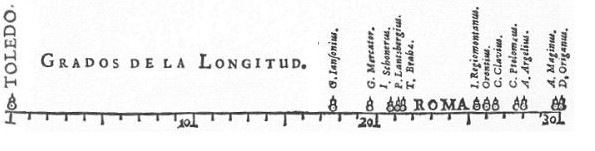
График, демонстрирующий данные измерения дуги меридиана от Толедо до Рима

Михаэль ван Лангрен считал, что может повысить точность определения долготы, особенно на море, путём наблюдения пиков и кратеров Луны как во время лунных затмений, так и в течение всего цикла смены фаз. Ему принадлежит создание первой карты Луны (1645); кроме того, он планировал выпускать карты Луны в тридцати различных фазах, но так и не реализовал этот план. Михаэль ван Лангрен также был первым астрономом, который начал давать имена различным объектам на поверхности Луны, но лишь немногие из этих названий были приняты астрономическим сообществом, поскольку они в основном носили имена членов испанского королевского суда. Михаэль ван Лангрен также опубликовал свои наблюдения кометы 1652 года — C/1652 Y1.
В качестве картографа Михаэль ван Лангрен изготовил ряд различных карт Испанских Нидерландов, разработал план порта в районе Дюнкерка, проект реконструкции порта Остенде, планы по расчистке каналов Антверпена и борьбе с наводнениями.
В качестве военного инженера он занимался сооружением фортификаций в различных городах, включая Брюссель. Кроме того, Михаэль ван Лангрен участвовал в проектировании и строительстве канала (оставшегося незавершённым) между Рейном и Маасом, названного в честь инфанты Fossa Eugeniana. Михаэль ван Лангрен также является автором самых старых известных рисунков и отчеканенной на меди схемы всего канала.
Наиболее известные его работы:

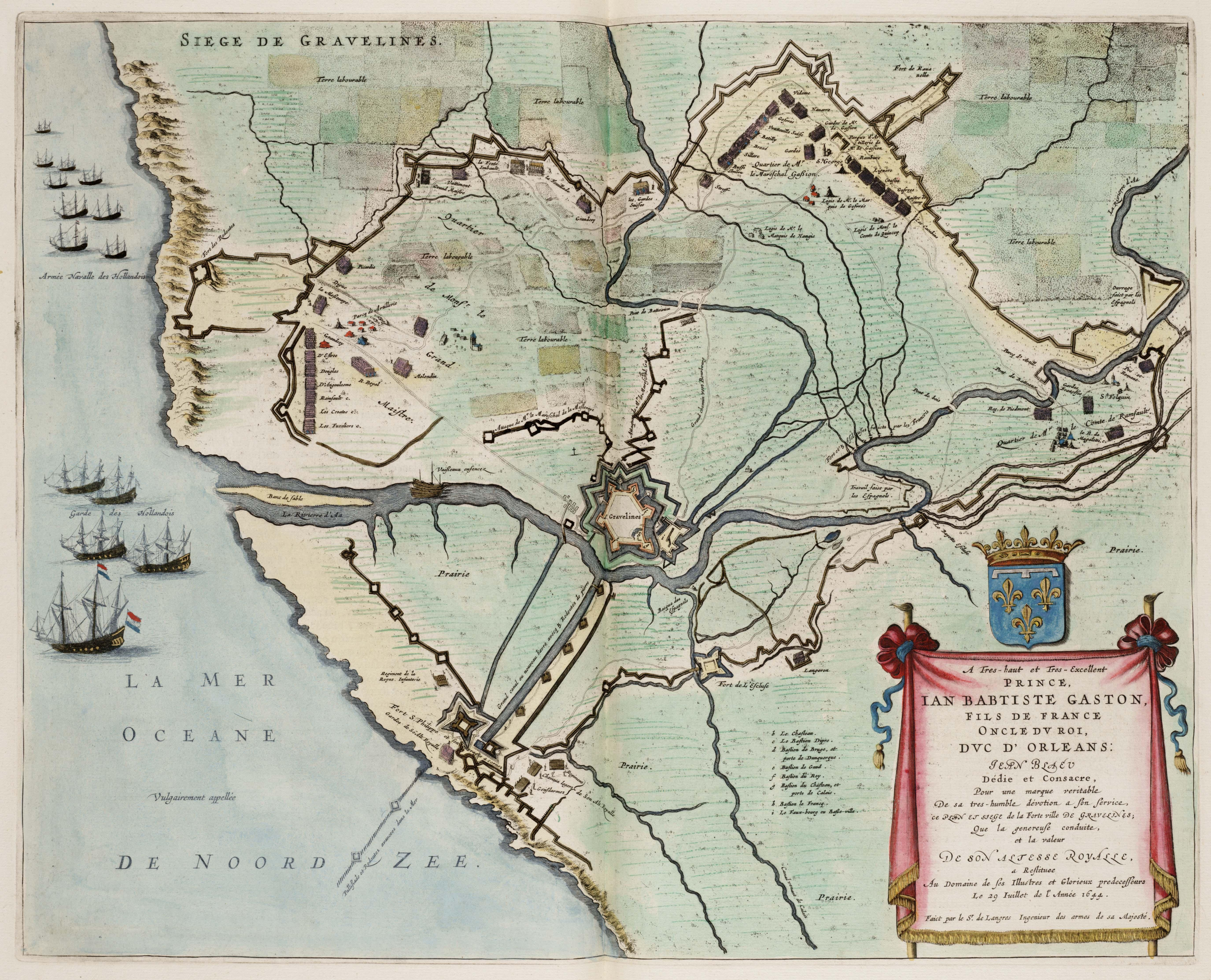
Разработанная Лангреном схема осады крепости Гравлин в 1644 г.

- Description du canal de Marianne et du grand changement que le banc de Maerdyck fait depuis 1624 jusque 1653, Brussel, 1653
- Profytelycken middel om met indyckenge van landt, de zeehaven van Oostende te verbeteren, Brussel, 1650. Ook kaarten en plannen van versterkingen, wegen en waterwerken van Oostende en omliggende incl. Bredene, Plassendale, Snaaskerke, Stene en fort Sint-Albertus, ca. 1627—1650
- Bewys van de alder-bequaemste ende profytelyckste inventie, om de overtreffelycke ende vermaerde Koop-Stadt van Antwerpen te verlossen van de Pestighe ende onghesonde Locht, komende uyt de vuyle verrotte ende Stinckende Ruyen, Brussel, 1661.

В честь Михаэля ван Лангрена назван кратер на Луне, это — одно из немногих данных им названий, которые сохранились в современной селенографии.